# Курський державний театр ляльок
Курський державний театр ляльок (рос. Курский государственный театр кукол) — державний ляльковий театр у місті Курську Російської Федерації; один з осередків культури та дозвілля міста і області.

## Загальні дані та будівля театру
Курський державний театр ляльок міститься в історичній прилаштованій будівлі за адресою:
вул. Радіщева, буд. 2, м. Курськ—305000 (Курська область, Російська Федерація).
Будинок театру був зведений у 1820-х роках, його остання реконструкція була здійснена у 1982 році, перебуває у робочому стані.
Глядацька зала розрахована на 154 місць. Параметри сцени — 7,0 (ширина) х 6,5 (глибина) х 3,0 (висота) метрів.  
Директор закладу — заслужений працівник культури РФ Кондратова Олександра Миколаївна, головний режисер театру — заслужений артист України, заслужений діяч мистецтв РФ Бугаєв Валерій Флегонтович.

## З історії та діяльності театру
Театр ляльок у Курську був заснований у 1944 році. Першим художнім керівником був А. Д. Мшастий. 
У період з 1972 по 1990 рік головним режисером театру був А. В. Сезоненко. 
Починаючи з 1994 року по теперішній час головний режисер Курського державного театру ляльок — В. Ф. Бугаєв. 
За час існування театром поставлено понад 250 спектаклів. 
Колектив театру гастролював у Москві, Тюмені, на БАМі, у Північній Осетії, Рязані, за кордоном — у Миколаєві, Києві, Луганську (всі — Україна), Могильові (Білорусь). 
Курський державний театр ляльок — учасник фестивалів театрів ляльок «Бєлгородськая забава» (1995, 1997, 1999), «Муравєйнік» в Іванові (1997, 1999), Московського міжнародного фестивалю театрів ляльок (2001, 2008), міжнародних фестивалів у містах Львів, Луцьк, Берестя, Прага. Вистави «Наш Пушкин», «Терем», «Тук-тук! Кто там?», «Елена Премудрая», «Солнечный луч» здобули премії та дипломи фестивалів. У 2006 році театр був відзначений премією Центрального федерального округу в галузі літератури і мистецтва за виставу «Дюймовочка». У 2008 році театр виграв грант СТД для постановки спектаклю за казкою А. Екзюпері «Маленький принц».

## Репертуар
У театральному сезоні 2010/2011 рр. (67-й сезон для театру) репертуар Курського державного театру ляльок:
| - «Калямаля» С. Дорожко - «Кто?» В. Бугаєва - «38 попугаев» Г. Остера - «Приключения Буратино» О. Ємельянової (за мотивами казки О. М. Толстого) - «Гуси-лебеди» В. Борисова, Я. Узенюка - «Маленький принц» А. де Сент-Екзюпері - «Цыганы» О. С. Пушкіна - «Лиса и медведь» М. Супоніна - «Король умирает» Е. Йонеско (для дорослих) - «Щелкунчик» В. Тихвинського - «Оранжевый ежик» С. Бєлова, С. Куваєва - «Сцены из собачьей жизни» C. Золотникова, М. Супоніна - «Отпуск крокодила Гены» Е. Успенського, Р. Качанова - «Сокровище заколдованного замка» М. Бартенєва - «Солнечный луч» А. Попеску - «Елена Премудрая» М. Бартенєва | - «Ивасик-Телесик» Ю. Чеповецького - «Кот в сапогах» Н. Шувалова - «Чуче» І. Андреєва - «Дюймовочка» В. Бугаєва (за однойменною казкою Г. К. Андерсена) - «Терем» А. Лиманова - «Однажды в старой Дании» В. Коростильова - «Тук - тук, кто там?» М. Бартенєва - «Приключения Каштанчика» В. Орлова - «Три желания» Ю. Єлісеєва - «Цветное молоко» В. Орлова - «Мымренок» В. Афоніна - «Аистенок и пугало» Л. Лопейської - «Прыгающая принцесса» Л. Дворського - «Трям! Здравствуйте!» С. Козлова - «Три поросенка и волк» В. Богача, С. Христовського - Новорічні спектаклі |

## Виноски
1. ↑  Репертуар (театру) [Архівовано 18 серпня 2016 у Wayback Machine.] на Вебсторінка театру [Архівовано 30 травня 2011 у Wayback Machine.] (рос.)